# غوردون شيبرد
غوردون شيبرد (بالإنجليزية: Gordon Shepherd)‏ هو لاعب كرة قدم بريطاني، ولد في 21 ديسمبر 1935.